# IHL 1953/54
Die Saison 1953/54 war die neunte reguläre Saison der International Hockey League. Während der regulären Saison bestritten die neun Teams zwischen 64 und 65 Spielen. In den Play-offs setzten sich die Cincinnati Mohawks durch und gewannen den zweiten Turner Cup in ihrer Vereinsgeschichte.

## Teamänderungen
Folgende Änderungen wurden vor Beginn der Saison vorgenommen:
- Die Johnstown Jets aus der Eastern Amateur Hockey League wurden als Expansionsteam in die Liga aufgenommen.
- Die Louisville Shooting Stars wurden als Expansionsteam in die Liga aufgenommen.
- Die Marion Barons wurden als Expansionsteam in die Liga aufgenommen.

## Reguläre Saison

### Abschlusstabelle
Abkürzungen: GP = Spiele, W = Siege, L = Niederlagen, T = Unentschieden, OTL = Niederlage nach Overtime, GF = Erzielte Tore, GA = Gegentore, Pts = Punkte
|                           | GP | W  | L  | T | GF  | GA  | Pts |
| ------------------------- | -- | -- | -- | - | --- | --- | --- |
| Cincinnati Mohawks        | 64 | 47 | 15 | 2 | 325 | 153 | 96  |
| Marion Barons             | 64 | 40 | 24 | 0 | 279 | 207 | 80  |
| Johnstown Jets            | 65 | 35 | 27 | 3 | 254 | 221 | 73  |
| Toledo Mercurys           | 64 | 33 | 26 | 5 | 221 | 157 | 71  |
| Fort Wayne Komets         | 64 | 29 | 30 | 5 | 203 | 220 | 63  |
| Troy Bruins               | 64 | 31 | 32 | 1 | 241 | 258 | 63  |
| Grand Rapids Rockets      | 64 | 29 | 32 | 3 | 252 | 274 | 61  |
| Louisville Shooting Stars | 64 | 18 | 42 | 4 | 202 | 331 | 40  |
| Milwaukee Chiefs          | 64 | 13 | 48 | 3 | 187 | 343 | 29  |

## Turner-Cup-Playoffs
| Turner-Cup-Viertelfinale | Turner-Cup-Viertelfinale | Turner-Cup-Viertelfinale |   |                    | Turner-Cup-Halbfinale | Turner-Cup-Halbfinale | Turner-Cup-Halbfinale |  |  | Turner-Cup-Finale | Turner-Cup-Finale | Turner-Cup-Finale |
|                          |                          |                          |   |                    |                       |                       |                       |  |  |                   |                   |                   |
| 1                        | Cincinnati Mohawks       | 4                        |   |                    |                       |                       |                       |  |  |                   |                   |                   |
| 2                        | Marion Barons            | 1                        |   |                    |                       |                       |                       |  |  |                   |                   |                   |
| 2                        | Marion Barons            | 1                        | 1 | Cincinnati Mohawks |                       |                       |                       |  |  |                   |                   |                   |
|                          |                          |                          | 1 | Cincinnati Mohawks |                       |                       |                       |  |  |                   |                   |                   |
|                          |                          | Freilos                  |   |                    |                       |                       |                       |  |  |                   |                   |                   |
|                          |                          |                          |   |                    |                       |                       |                       |  |  |                   |                   |                   |
|                          |                          |                          |   |                    |                       |                       |                       |  |  |                   |                   |                   |
|                          |                          |                          |   |                    |                       |                       |                       |  |  |                   |                   |                   |
| 1                        | Cincinnati Mohawks       | 4                        |   |                    |                       |                       |                       |  |  |                   |                   |                   |
| 1                        | Cincinnati Mohawks       | 4                        |   |                    |                       |                       |                       |  |  |                   |                   |                   |
|                          | 3                        | Johnstown Jets           | 2 |                    |                       |                       |                       |  |  |                   |                   |                   |
| 3                        | 3                        | Johnstown Jets           | 2 | Johnstown Jets     | 2                     |                       |                       |  |  |                   |                   |                   |
| 3                        |                          |                          |   | Johnstown Jets     | 2                     |                       |                       |  |  |                   |                   |                   |
| 5                        | Fort Wayne Komets        | 0                        |   |                    |                       |                       |                       |  |  |                   |                   |                   |
| 5                        | Fort Wayne Komets        | 0                        | 3 | Johnstown Jets     | 2                     |                       |                       |  |  |                   |                   |                   |
|                          |                          |                          | 3 | Johnstown Jets     | 2                     |                       |                       |  |  |                   |                   |                   |
|                          | 4                        | Toledo Mercurys          | 0 |                    |                       |                       |                       |  |  |                   |                   |                   |
| 4                        | 4                        | Toledo Mercurys          | 0 | Toledo Mercurys    | 2                     |                       |                       |  |  |                   |                   |                   |
| 4                        |                          |                          |   | Toledo Mercurys    | 2                     |                       |                       |  |  |                   |                   |                   |
| 6                        | Troy Bruins              | 1                        |   |                    |                       |                       |                       |  |  |                   |                   |                   |

## Vergebene Trophäen

### Mannschaftstrophäen
| Auszeichnung                                          | Team               |
| ----------------------------------------------------- | ------------------ |
| Turner Cup Gewinner der IHL-Playoffs                  | Cincinnati Mohawks |
| J. P. McGuire Trophy Bestes Team der regulären Saison | Cincinnati Mohawks |

### Individuelle Trophäen
| Auszeichnung                             | Spieler  | Team           |
| ---------------------------------------- | -------- | -------------- |
| George H. Wilkinson Trophy Bester Scorer | Don Hall | Johnstown Jets |